# Združenje teniških profesionalcev
Združenje teniških profesionalcev (angleško Association of Tennis Professionals, kratica ATP) je bilo ustanovljeno leta 1972 z namenom da zaščiti interese moških poklicnih teniških igralcev. Od leta 1990 do januarja 2009 se je turneja v organizaciji Združenja ATP imenovala "ATP Turneja" sedaj pa je preimenovana v "ATP Svetovna turneja".

## ATP Turneja (trenutno)
ATP Turneja je razdeljena na več težavnostnih kategorij glede na število osvojenih točk in denarni sklad:
Serija ATP Masters, ATP Mednarodna Zlata Serija, ATP Mednarodna Serija in ATP Serija Challenger. 
Pod okrilje Združenja Turneje ATP pa spadata tudi Svetovno ekipno prvenstvo, ki se vsako leto meseca maja igra v Düsseldorfu, in turneja veteranov Turneja šampionov.
8 najboljših igralcev posamično in 4 pari v dvojicah, ki zberejo največ točk v (koledarskem letu) na koncu leta igrajo na prestižnem turnirju z bogatimi denarnimi nagradami za Teniški Pokal Masters, ki ga ATP vodi skupaj z ITF mednarodno teniško zvezo. Pod ITF spadajo tudi en teden trajajoči turnirji Serije Futures, ki pa tudi štejejo za ATP lestvico Entry.
Tudi turnirji za Grand Slam sodijo pod okrilje ITF vendar pa štejejo za točke lestvice ATP.
Tabela točkovanja:
| Kategorija                  | številka | Denarni sklad (USD)     | št. točk za zmagovalca | Zveza     |
| --------------------------- | -------- | ----------------------- | ---------------------- | --------- |
| Grand Slam                  | 4        | 6,784,000 do 19,000,000 | 1,000                  | ITF       |
| Teniški Pokal Masters       | 1        | 4,450,000               | 550-750                | ATP & ITF |
| Serija ATP Masters          | 9        | 2,450,000 do 3,450,000  | 500                    | ATP       |
| ATP Mednarodna Zlata Serija | 9        | 755,000 do 1,426,250    | 250 to 300             | ATP       |
| ATP Mednarodna Serija       | 43       | 416,000 do 1,000,000    | 175 to 250             | ATP       |
| ATP Serija Challenger       | 115      | 25,000 do 150,000       | 50 to 100              | ATP       |
| Serija Futures              | 420      | 10,000 in 15,000        | 12 to 24               | ITF       |

## Spremembe v letu 2009
Leta 2009 se na ATP turneji obetajo velike spremembe. Turnirji za (Serija ATP Masters, ATP Mednarodna Zlata Serija, ATP Mednarodna Serija) se bodo prekategorizirali oz. in preimenovali v turnirje za " Serija 1000, Serija 500, Serija 250 ", kot je bilo objavljeno na Teniškem Pokalu Masters v letu 2007.
Serija 1000 bo vključevala Indian Wells, Miami, Rim, Madrid, Toronto/Montreal, Cincinnati, Šanghaj, Pariz in na koncu leta še turnir Tenis Masters Finale v Londonu, na katerega se uvrsti Top 8 igralcev posamično in 4 pari v dvojicah. Hamburg je bil zamenjan s peščenim igriščem v Madridu, ki bo kombiniran tako za moške in ženske igralke. Od leta 2011, bosta Rim in Cincinnati turnir gostila izmenično. V primeru da bodo najboljši igralci neupravičeno izpuščali turnirje serije 1000, bodo sankcionirani, razen v primeru poškodb. Načrt da izločijo Monte Carlo iz serije 1000 je naletel na oster protest tako igralcev kot organizatorjev turnirja. Hamburg in Monte Carlo sta vložila tožbo proti ATP-ju in odločeno je bilo da bo Monte Carlo del serije 1000, z večjim nagradnim skladom in 1000 točkami, ampak ne bo več obvezen za najboljše igralce. Hamburg v tej tožbi ni pogodil z ATP-jem.
Serija 500 pa vključuje naslednje turnirje: Rotterdam, Dubaj, Acapulco, Memphis, Barcelona, Washington, Tokio, Peking, Basel, Valencia

## Svetovna lestvica
ATP tedensko objavlja lestvico oz. točkovanje profesionalnih igralcev, tako imenovana ATP lestvica Entry, ki deluje 52 tednov na leto. Lestvica Entry se uporablja za kvalifikacije na vse turnirje tako za enice kot dvojice in določa nosilce. Ta lestvica se gleda glede na osvojeno število točk v zadnjih 52 tednih, z izjemo Teniškega Pokala Masters. Igralec, ki ima na koncu sezone največ točk je na koncu leta številka ena svetovnega tenisa.
- Št.tednov na 1.mestu ([3. februar 2011)

| Uvrstitev           | Ime            | Skupaj |
| ------------------- | -------------- | ------ |
| 1.                  | Pete Sampras   | 286    |
| 2.                  | Roger Federer* | 285    |
| 3.                  | Ivan Lendl     | 270    |
| 4.                  | Jimmy Connors  | 268    |
| 5.                  | John McEnroe   | 170    |
| 6.                  | Björn Borg     | 109    |
| 7.                  | Andre Agassi   | 101    |
| 8.                  | Rafael Nadal*  | 83     |
| 9.                  | Lleyton Hewitt | 80     |
| 10.                 | Stefan Edberg  | 72     |
| * = aktivni igralci |                |        |

| Uvrstitev           | Ime            | Zaporedoma |
| ------------------- | -------------- | ---------- |
| 1.                  | Roger Federer* | 239        |
| 2.                  | Jimmy Connors  | 160        |
| 3.                  | Ivan Lendl     | 157        |
| 4.                  | Pete Sampras   | 102        |
| 5.                  | Lleyton Hewitt | 75         |
| 6.                  | John McEnroe   | 58         |
| 7.                  | Andre Agassi   | 52         |
| 8.                  | Björn Borg     | 46         |
| 9.                  | Ilie Năstase   | 40         |
| 10.                 | Rafael Nadal*  | 37         |
| * = aktivni igralci |                |            |

## Vodstvo ATP
- predsednik & izvršni direktor:Etienne de Villiers
- izvršnik direktor odbora za obe Amerik:Mark Young
- izvršnik direktor odbora za Evropo:Andy Anson, Brad Drewett